# Batalla de Halbe
La batalla de Halbe ocurrió en los últimos días de abril de 1945 junto al bosque de Spreewald, cerca del río Spree, específicamente en la aldea Halbe, a unos 55 km al sureste de Berlín.
Habiendo sido cercados por el Ejército Rojo, el general Theodor Busse intentó reunir su IX Ejército con el XII° Ejército, bajo el mando del General Walther Wenck, para juntos entregar sus hombres a las fuerzas angloamericanas. Además de ser continuamente hostigados por los soviéticos, el IX Ejército iba acompañado por caravanas de refugiados, que hacían más difícil la retirada.

## Antecedentes
A finales de abril, al inicio de la batalla de Berlín, el IX Ejército se encontraba apostado detrás del Oder, protegiendo desde Wriezen hasta Fráncfort del Óder. El 17 de abril, el I Frente Ucraniano de Iván Kónev irrumpió al sur de Fráncfort con el objetivo de llegar a Berlín desde el sur y reunirse con el I Frente Bielorruso del general Georgui Zhúkov, rodeando a la capital germana con un clásico movimiento de pinzas. A pesar de que sus hombres corrían el riesgo de ser rodeados, Busse decidió no retirarse al sur para enfrentar a Kónev, ya que pensaba que los aliados occidentales llegarían primero a Berlín. El 19 de abril, Busse le dijo al Coronel General Gotthard Heinrici:

Los Estados Unidos tienen gran interés en alejar a los rusos de Berlín.

Para el 21 de abril el Ejército Rojo estaba cerrando el cerco sobre Berlín gracias a los dos frentes soviéticos de Zhúkov y Kónev. El IX Ejército Alemán, comandado por el general Theodor Busse, podía encontrarse directamente con los tanques de Kónev, que venían acercándose desde el suroeste. Kónev prefería rodear a Busse, puesto que tenía órdenes directas de Stalin de llegar a Berlín lo más pronto posible, y personalmente deseaba alcanzar la capital alemana antes que las fuerzas de Zhúkov. La sugerencia de Heinrici de que Busse se retirara del Oder, contrariando órdenes de Hitler, fue rechazada por Busse, quien ahora alegaba que debía mantenerse en su posición hasta que las fuerzas en Fráncfort, al mando de Ernst Biehler, pudieran hacer contacto con el resto del IX Ejército.
El 22 de abril, Hitler sufrió un colapso luego de aceptar finalmente que la guerra se había perdido. Para calmarlo el general Alfred Jodl sugirió que el IX Ejército de Busse abandonara el Frente Oriental y se dirigiera al oeste para reunirse con el XII Ejército en el Frente Occidental, luego juntos regresarían a Berlín para levantar el sitio.
Las probabilidades de éxito de este plan eran mínimas, dado que en ese momento el IX Ejército estaba rodeado completamente y junto con ellos se encontraban los restos de varios cuerpos de ejército, sumando un total de 80 000 soldados. Cuando Busse recibió las órdenes, comprendió que el solo hecho de reunirse con el XII Ejército de Wenck sería una hazaña.
Ese mismo día, Biehler, después de ser ascendido a General, recibió el permiso de retirar a sus hombres de Fráncfort, que se llevaron consigo a 30 000 heridos y refugiados, para hacer contacto con el IX Ejército.

## La batalla
El General Busse llamó inmediatamente a Wenck y le dijo que iba a encontrarse con él, tal como Hitler le había ordenado, pero que no regresaría a Berlín, sino que cruzaría el Elba y se entregaría a los Aliados. Wenck aceptó y el 24 de abril envió únicamente al XX Cuerpo de Ejército a Potsdam para intentar sacar a los refugiados y a la guarnición de Berlín, mientras que el grueso de su ejército se dirigía al este a intentar acercarse a Busse, que según sus propias palabras iba a a abrirse paso como una oruga.
El IX Ejército utilizó los 31 tanques que le quedaban para encabezar la caravana que iba a abrirse paso rápidamente, intentando no dar tiempo a los soviéticos de detenerlos. Cuando el comandante del Primer Frente Bielorruso, Gueorgui Zhúkov, se percató de la posible vía de escape de las fuerzas atrapadas en el cerco, inmediatamente envió tropas al bosque de Spreewald a reforzar el cerco. Koniev deseaba la gloria de capturar al IX Ejército para él, por lo que mandó también tropas a reforzar el cerco.
En la mañana del 26 de abril, la columna alemana logró llegar al llamado punto débil del cerco justo cuando los dos grupos soviéticos cerraban completamente la bolsa. Muchos alemanes consiguieron cruzar antes de que estallara la batalla, pero otros tuvieron que cruzar abriéndose paso bajo fuerte artillería y ataques aéreos, y otros quedaron atrapados. En este momento Hitler se enteró de que el verdadero plan de Busse no era regresar a Berlín, sino escapar al oeste, y furioso mandó a llamar de vuelta al IX Ejército, pero el general Busse ignoró esa orden.
Toda esa noche y el día siguiente los alemanes entablaron combates para romper el cerco soviético cerca de la aldea de Halbe, pero si bien lograron escapar algunos soldados, no hubo evacuación masiva.
El 28 de abril los alemanes intentaron abrirse paso de nuevo por el Bosque de Spreewald, y si bien muchos escaparon, muchos también murieron en el intento. La columna alemana se encontraba en ese momento dispersa por todo el bosque, y los soviéticos empezaron a rodear a cada segmento y destruirlo.
La situación en Halbe era un caos total, todas las unidades se habían mezclado y tropas de la Wehrmacht y las SS se culpaban entre sí del desastre actual. Al mismo tiempo, los soldados más jóvenes desertaban en masa y se escondían en las casas de los habitantes, algunos soldados intentaban sacarlos, pero eran asesinados por los desertores. 
Finalmente casi 25 000 soldados pudieron romper el cerco y escapar, otros 30 000 soldados alemanes murieron y los restantes fueron capturados y enviados a campos de prisioneros. Muchas unidades fueron diezmadas, por ejemplo, la 32.ª División SS de granaderos Panzer había iniciado la retirada con 20 000 efectivos, después de diez días contaba con sólo 15 000 hombres. Solamente dos tanques Tiger continuaron hasta el final. Las tropas alemanas evacuaron la zona junto con los civiles en varios intentos de ruptura. De hecho hasta el 1 de mayo hubo soldados alemanes que en pequeños grupos aislados huyeron del cerco soviético, si bien el contingente principal de tropas huyó con los civiles hasta el 28 de abril.
Después de pasar días sin dormir y cruzar a nado ríos helados, Busse y sus hombres lograron reunirse con el XII Ejército de Wenck, completamente agotados, algunos se desmayaron. Sin embargo, la marcha estaba lejos de concluir, ya que tuvieron que continuar inmediatamente la retirada junto a las tropas de Wenck el mismo 28 de abril, porque los soviéticos les pisaban los talones, y no pudieron parar hasta que establecieron contacto con los norteamericanos dos días después.

## Consecuencias
Hoy en día, en el Cementerio de Halbe hay enterrados cerca de 20 000 alemanes, y en un cementerio cercano al camino Mark-Zossen están las tumbas de unos 20 000 soldados soviéticos. Sin embargo, cada año se encuentran las osamentas de numerosos soldados, por lo que se cree que la cifra de bajas es mucho mayor. Se estima además que unos 10 000 civiles perecieron en la batalla.
Tal como lo supuso Busse, el hecho de haber escapado más de 25 000 soldados y miles de civiles al cerco soviético es una hazaña, y Busse y Wenck fueron recordados por numerosos soldados como los generales que salvaron muchas vidas al desobedecer a Hitler, si bien hubieran podido salvar muchas más si lo hubieran hecho unos días antes.